# Сокур, Пётр Иванович
Пётр Иванович Сокур (укр. Петро Іванович Сокур; 1921 год, село Сидава — 12 марта 2006 года) — председатель колхоза имени Василия Стефаника Бродовского района Львовской области, Украинская ССР. Герой Социалистического Труда (1971).

## Биография
Родился в 1921 году в крестьянской семье в селе Сидава. С 1941 года участвовал в Великой Отечественной войне в составе 1-го танкового батальона 4-й гвардейской танковой бригады. В 1944 году вступил в ВКП(б).
С 1950-х годов — председатель колхоза имени Кирова (позднее — имени Василий Стефаника) Бродовского района в селе Ясенов.
Вывел колхоз в число передовых сельскохозяйственных предприятий Львовской области. Указом Президиума Верховного Совета СССР от 8 апреля 1971 года «за выдающиеся успехи, достигнутые в развитии сельскохозяйственного производства и выполнении пятилетнего плана продажи государству продуктов земледелия и животноводства» удостоен звания Героя Социалистического Труда с вручением ордена Ленина и золотой медали «Серп и Молот».
Избирался депутатом Львовского областного совета народных депутатов 8 — 10 созывов (1961—1967).
Награды
- Герой Социалистического Труда
- Орден Ленина — трижды (26.02.1958; 31.12.1965; 1971)
- Орден Красной Звезды (14.08.1944)
- Медаль «За отвагу» (24.04.1944)
- Медаль «За победу над Германией в Великой Отечественной войне 1941—1945 гг.»